# Plug In Baby
"Plug In Baby" là một bài hát của ban nhạc rock người Anh Muse. Đây là đĩa đơn chính trích từ album phòng thu thứ hai của nhóm, Origin of Symmetry (2001). Ca khúc trở thành đĩa đơn thành công nhất trên bảng xếp hạng ở Anh Quốc khi giành vị trí 11 – hạng cao nhất trên UK Singles Chart, cho đến khi thành tích trên bị xô đổ bởi "Time Is Running Out" – giành vị trí cao nhất, hạng 8 vào năm 2003. Đến nay, "Plug In Baby" là một trong những bài hát nổi tiếng nhất của Muse và nằm trong những album live, Hullabaloo Soundtrack (2002), HAARP (2008) và Live at Rome Olympic Stadium (2013).

## Bối cảnh và sáng tác
"Plug In Baby" được viết nhạc trong cung Si thứ (dù cho bài hát không mở đầu hay kết thúc bằng âm chủ của cung). Trong ca khúc chủ yếu là phần đệm/solo guitar và bass, với tiết tấu 136 nhịp/phút. Khúc riff guitar được phối trên gam thứ hòa âm.
Đoạn riff mở đầu cho thấy nét tương đồng với toccata từ bản nhạc "Toccata and Fugue in D minor, BWV 565" của Bach và đoạn mở đầu bài "Adagio for Strings" của Samuel Barber. Ở mặt B của đĩa đơn, "Execution Commentary" được Bellamy miêu tả là "ca khúc tệ nhất tôi từng sáng tác."

## Thu âm
Bản ghi nháp từ phòng thu của ca khúc thiếu mất khúc riff chính, dù cho có nhiều điểm tương đồng giữa cấu trúc và ca từ. Hãng đĩa Maverick bày tỏ mong muốn "Plug In Baby" được ghi lại để trùng với chuyến lưu diễn quảng bá cho album Origin of Symmetry tại Mỹ. Tuy nhiên vì Maverick yêu cầu Matt hạ tông giọng falsetto của mình xuống ở cả trong bài hát cũng như album, nên Muse đã từ chối và rời hãng đĩa, còn Origin of Symmetry bị ngừng phát hành tại Mỹ cho đến năm 2005.

## Dấu ấn
Ca khúc thường nhận được những lời tán dương cho khúc riff guitar mở đầu, trong đó tạp chí Total Guitar còn vinh danh bài hát ở vị trí số 1 với danh hiệu khúc riff guitar "hay nhất thế kỉ 21" vào năm 2010 và "hay thứ 13 mọi thời đại" vào năm 2004. Năm 2011, trang web Spinner.com tôn vinh "Plug in Baby" có "khúc riff guitar hay thứ 13 mọi thời đại", ví nó với những bản nhạc "Toccata" và "Fugue in D minor, BWV 565" của Bach. Ban nhạc rock người Mỹ Lovedrug còn ghi một phiên bản "Plug In Baby" theo yêu cầu của người hâm mộ trên bìa album của nhóm nhằm phục vụ chiến dịch I AM LOVEDRUG. Album có tựa là Best of I AM LOVEDRUG phát hành vào ngày 28 tháng 6 năm 2011. Ca khúc còn xuất hiện trong những trò chơi điện tử như Guitar Hero 5 và Rocksmith.

## Danh sách bài hát
| 'CD1' | 'CD1'                          | 'CD1'      |
| STT   | Nhan đề                        | Thời lượng |
| ----- | ------------------------------ | ---------- |
| 1.    | "Plug In Baby"                 | 3:40       |
| 2.    | "Nature_1"                     | 3:40       |
| 3.    | "Execution Commentary"         | 2:30       |
| 4.    | "Plug In Baby" (video âm nhạc) | 3:41       |

| 'CD2' | 'CD2'               | 'CD2'      |
| STT   | Nhan đề             | Thời lượng |
| ----- | ------------------- | ---------- |
| 1.    | "Plug In Baby"      | 3:41       |
| 2.    | "Spiral Static"     | 4:46       |
| 3.    | "Bedroom Acoustics" | 2:37       |

| Đĩa vinyl 7" và cassette | Đĩa vinyl 7" và cassette | Đĩa vinyl 7" và cassette |
| STT                      | Nhan đề                  | Thời lượng               |
| ------------------------ | ------------------------ | ------------------------ |
| 1.                       | "Plug In Baby"           | 3:39                     |
| 2.                       | "Nature_1"               | 3:40                     |

## Đội ngũ thực hiện
| Muse - Matthew Bellamy – Hát chính, guitar, keyboard, sản xuất, trộn âm - Christopher Wolstenholme – bass, hát đệm, sản xuất, trộn âm - Dominic Howard – trống, sản xuất, trộn âm | Thành viên phụ - David Bottrill – sản xuất, kĩ thuật viên âm thanh - John Cornfield – trộn âm - Tanya Andrew – bìa album |

## Xếp hạng
| Xếp hạng (2001)               | Vị trí cao nhất |
| ----------------------------- | --------------- |
| Úc (ARIA)                     | 57              |
| Châu Âu (Eurochart Hot 100)   | 33              |
| Pháp (SNEP)                   | 40              |
| Ý (FIMI)                      | 42              |
| Hà Lan (Single Top 100)       | 63              |
| Thụy Sĩ (Schweizer Hitparade) | 88              |
| Scotland (OCC)                | 13              |
| Anh Quốc (OCC)                | 11              |
| Anh Quốc Indie (OCC)          | 1               |